# Henrik III. (Koroški)
Henrik III. Koroški (* okoli 1050; † 4. december 1122) iz plemiške družine Eppenštajncev je bil  grof Eppenštajnski, od 1077 do 1093 mejni grof Krajnske, od 1077 do 1093 mejni grof  Furlanije, od 1077 (1086?) do 1093 mejni grof Istre, od 1090 do 1122 vojvoda Koroške in mejni grof  Veronski, od 1076 (1090?) dos 1101/02 advokat (Vogt) Ogleja kot tudi advokat  Možberka.
Henrik je bil zadnji Eppenštajner, ki je vladal na Koroškem.

## Življenje
Henrik je bil tretji sin Markvarta IV. Eppenštajnskega in  Liutbirg  Plainske, hčere grofa Liutold II.
Ko je njegov brat Liutold leta 1090 umrl brez otrok, mu je cesar  Henrik IV. podelil vojvodino  Koroško. Zaradi vse večjega odtujevanja Liutolda od cesarja v zadnjih letih njegovega življenja, je moral Henrik III. sprejeti to odpravljati s številnimi ukrepi. Tako je cesar dovolil, da so papežu zvesti  Spanheimi leta 1091 ustanovili svoj družinski samostan Svetega Pavla v Labotski dolini,  ne pa tudi družinskega samostana Eppenštajncev  St. Lambrecht, ki je bil izjemno pomemben za utrditev Eppenštajnske vladavine kot duhovnega središča in je pri tem bilo treba premagati še vrsto političnih ovir - samostan St. Lambrecht naj bi bil dokončno ustanovljen šele leta 1103 (postavitev reformnega opata Hartmanna) oziroma 1109 (papeška potrditev s strani Pashala II.) in 1114 (cesarska potrditev Henrika V.).
Poleg tega je Kranjsko mejno grofijo moral leta 1093 odstopiti  Oglejskemu patriarhu, odvetništvo nad Oglejem je moral Henrik odstopiti (1093, vendar šele 1101/02) Istra pa je postala nova mejna grofija (1093).
Leta 1097 je vojvoda Henrik III. pomagal s svojim bratom Ulrikom , oglejskim patriarhom, vojvodo  Welfom  pri zavarovanju svoje langobardske dediščine. Leta 1105 se je postavil na stran Henrika V.  in z njim leta 1108 šel na vojno proti Madžarom in 1110/11 ga sprejmljal na kronanje za cesarja v Italiji. 
Leta 1122, leto dni po smrti svojega brata Ulrika, je umrl tudi Henrik III.; z njim je izumrla družina Eppenstein, ki je imela v lasti posesti od Semmeringa do Tagliamenta. Pokopan je v družinskem samostanu St. Lambrecht .
Henrikov naslednik kot koroški vojvoda je postal  Spanheimec  Henrik IV., ki mu je bil Henrik krstni boter. Njegovo bogato imetje je v velikem delu podedoval od Traungauerskega mejnega grofa na Koroškem.

## Poroke in potomci
Henrik III. je bil poročen trikrat:
1. ∞ približno 1075: Beatrix († 24. februar), hči grofa Otta von Dießen
2. ∞ po letu 1096: Liutgard († 21. julij), neznanega izvora
3. ∞ po 1103: Sofija († 2. maj 1154), hči mejnega grofa Leopolda II. iz rodu Babenberžanov  in  Ide Avstrijske

Vsi trije zakoni so ostali brez otrok.